# Joker Merida/2011
Deze pagina geeft een overzicht van de Joker Merida-wielerploeg in 2011.

## Algemeen
Algemeen manager: Birger Hungerholdt
Ploegleiders: Helge-Christoffer Haugstad, Thor-Inge Kostoel, Anders Linnestad, Gino van Oudehove
Fietsmerk: Merida

## Renners
| Naam                      | Geboortedatum | Nationaliteit | Ploeg 2010        |
| ------------------------- | ------------- | ------------- | ----------------- |
| Reidar Borgersen          | 10-04-1980    | Noorwegen     |                   |
| Vegard Breen              | 08-02-1990    | Noorwegen     |                   |
| Vegard Robinson Bugge     | 07-12-1989    | Noorwegen     |                   |
| Adrian Gjølberg           | 23-02-1989    | Noorwegen     | Plussbank Cervélo |
| Christer Jensen           | 19-02-1990    | Noorwegen     | Ringeriks-Kraft   |
| Vegard Stake Laengen      | 07-02-1989    | Noorwegen     |                   |
| Mats Lohne                | 23-10-1990    | Noorwegen     | Neoprof           |
| Christer Rake             | 19-03-1987    | Noorwegen     |                   |
| Stian Remme               | 04-06-1982    | Noorwegen     |                   |
| Sondre Gjerdevik Sørtveit | 15-08-1988    | Noorwegen     |                   |
| Ingar Stokstad            | 16-12-1989    | Noorwegen     |                   |
| Svein Erik Vold           | 31-10-1985    | Noorwegen     |                   |
| Frederik Wilmann          | 17-05-1985    | Noorwegen     | Skil-Shimano      |

## Belangrijke overwinningen
| Rogaland GP Frederik Wilmann | Ronde van Noorwegen 5e etappe: Christer Rake | Ronde van China 2e etappe: Adrian Gjølberg |